# Paradiarsia cruda
Paradiarsia cruda là một loài bướm đêm trong họ Noctuidae.